# Crystallotesta fagi
Crystallotesta fagi är en insektsart som först beskrevs av William Miles Maskell 1891.  Crystallotesta fagi ingår i släktet Crystallotesta och familjen skålsköldlöss. Inga underarter finns listade i Catalogue of Life.